# Calyptranthes oreophila
Calyptranthes oreophila är en myrtenväxtart som beskrevs av Carlos Luis Spegazzini. Calyptranthes oreophila ingår i släktet Calyptranthes och familjen myrtenväxter. Inga underarter finns listade i Catalogue of Life.